# Andreas Hänel
Andreas Hänel (* 11. November 1958) ist ein deutscher Manager und war ab 18. November 1999 Vorstandsvorsitzender der Phoenix Solar AG. Dieses Mandat hat er am 28. Februar 2013 niedergelegt.

## Biographie
Nach dem Studium des Maschinenbaus, der Luft- und Raumfahrt sowie der Umwelttechnik mit anschließender Promotion begann er seine Laufbahn 1987 bei der Firma WIP-München als beratender Ingenieur für photovoltaische Systemtechnik. Daneben war er maßgeblich im Bereich Photovoltaik der Phönix Solarinitiative tätig. Im Rahmen von EU-Vorhaben initiierte und leitete Hänel Forschungs- und Demonstrationsprojekte zur Nutzung der Sonnenenergie. 14 Jahre lang war er leitend in der Firma Phoenixsolar-Group tätig.
Nach seinem Ausscheiden aus der Firma Phoenix Solar 2013 konnte er sich einer Lieblingsbeschäftigung widmen, wie er selbst sagt:
„Als ich 2013 aus dem Unternehmen ausstieg, widmete ich mich fortan der Denkmalpflege durch zahlreiche Fortbildungen und Workshops und der Suche nach einem bäuerlichen Denkmal. Fündig wurde ich wieder in der Nähe. Und diesmal war es etwas Besonderes: das bislang einzige bekannte und bis heute noch erhaltene Beispiel für einen Holzbau im Landkreis Dachau aus dem Jahr 1662 (das Anwesen wurde erstmals 1408 erwähnt). Das Dachwerk ist das bisher älteste datierte eines Bauernhauses im Landkreis Dachau, welches noch erhalten geblieben ist.“
Er hat eine Kontaktstelle der Interessengemeinschaft Bauernhaus in Sulzemoos, Landkreis Dachau gegründet und vertritt somit offiziell diesen deutschlandweiten Verein.
Seit 2018 ist er zweiter Stellvertretender Vorsitzender des Stiftungsvorstands von Kulturerbe Bayern; zuständig für Projektplanung und -durchführung.